# Wollondilly River
Wollondilly River är ett vattendrag i Australien. Det ligger i delstaten New South Wales, i den sydöstra delen av landet, omkring 72 kilometer väster om delstatshuvudstaden Sydney.
I omgivningarna runt Wollondilly River växer i huvudsak städsegrön lövskog. Runt Wollondilly River är det glesbefolkat, med 14 invånare per kvadratkilometer. Genomsnittlig årsnederbörd är 1 166 millimeter. Den regnigaste månaden är februari, med i genomsnitt 216 mm nederbörd, och den torraste är juli, med 35 mm nederbörd.